# Andrij Bandera
Andrij Mychajlovytj Bandera (ukrainska:Андрі́й Миха́йлович Банде́ра ), född 11 december 1882 i Stryi, Österrike-Ungern, död 15 oktober 1941 i Kiev, Ukrainska SSR, Sovjetunionen, var en ukrainsk nationalist.
Bandera föddes i en del av österrikiska kronlandet Galizien som numera tillhör Lviv oblast i Ukraina. 
Han var präst i grekisk-katolska kyrkan och verkade som frivillig soldatpräst i ukrainsk-galiziska armén under det polsk-ukrainska kriget 1918-1919.
Under senare delen av 1910-talet och framåt blev han en del av den pånyttfödda organiserade ukrainska nationalismen i Galizien och Volynien, som hade blivit en del av den nybildade staten Polen efter första världskriget 1918 och Versaillesfreden 1919. 
Bandera var gift med Myroslava, som var prästdotter; hon dog i tuberkulos våren 1922. Svärfadern Vasyl Oparovskyj dog 1919 i strid mot de polska styrkorna under det polsk-ukrainska kriget. Alla hans barn deltog i de nationalistiska strömningarna och arbetade inom Organisationen för ukrainska nationalister (OUN). Den äldste sonen Stepan Bandera är den mest kända.
Bandera greps av NKVD under natten 23 maj 1941 för att han gömt en OUN-medlem. Han transporterades till Kiev där han 8 juli av en sovjetisk militärdomstol dömdes till döden och avrättades vid arkebusering den 10 juli.